# Harrisia bonplandii
Harrisia bonplandii là một loài thực vật có hoa trong họ Cactaceae. Loài này được (Parm.) Britton & Rose mô tả khoa học đầu tiên năm 1920.

## Hình ảnh

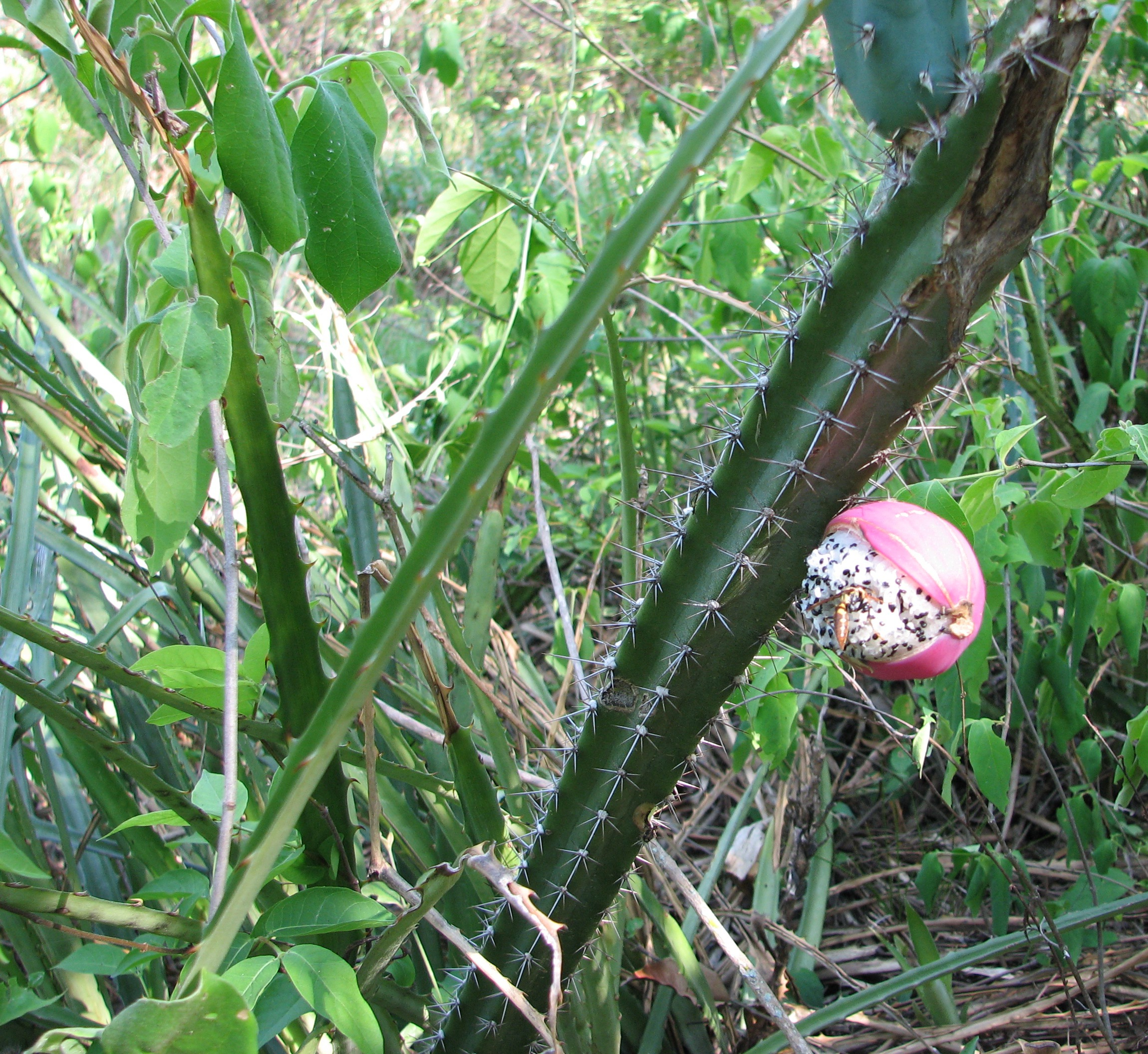
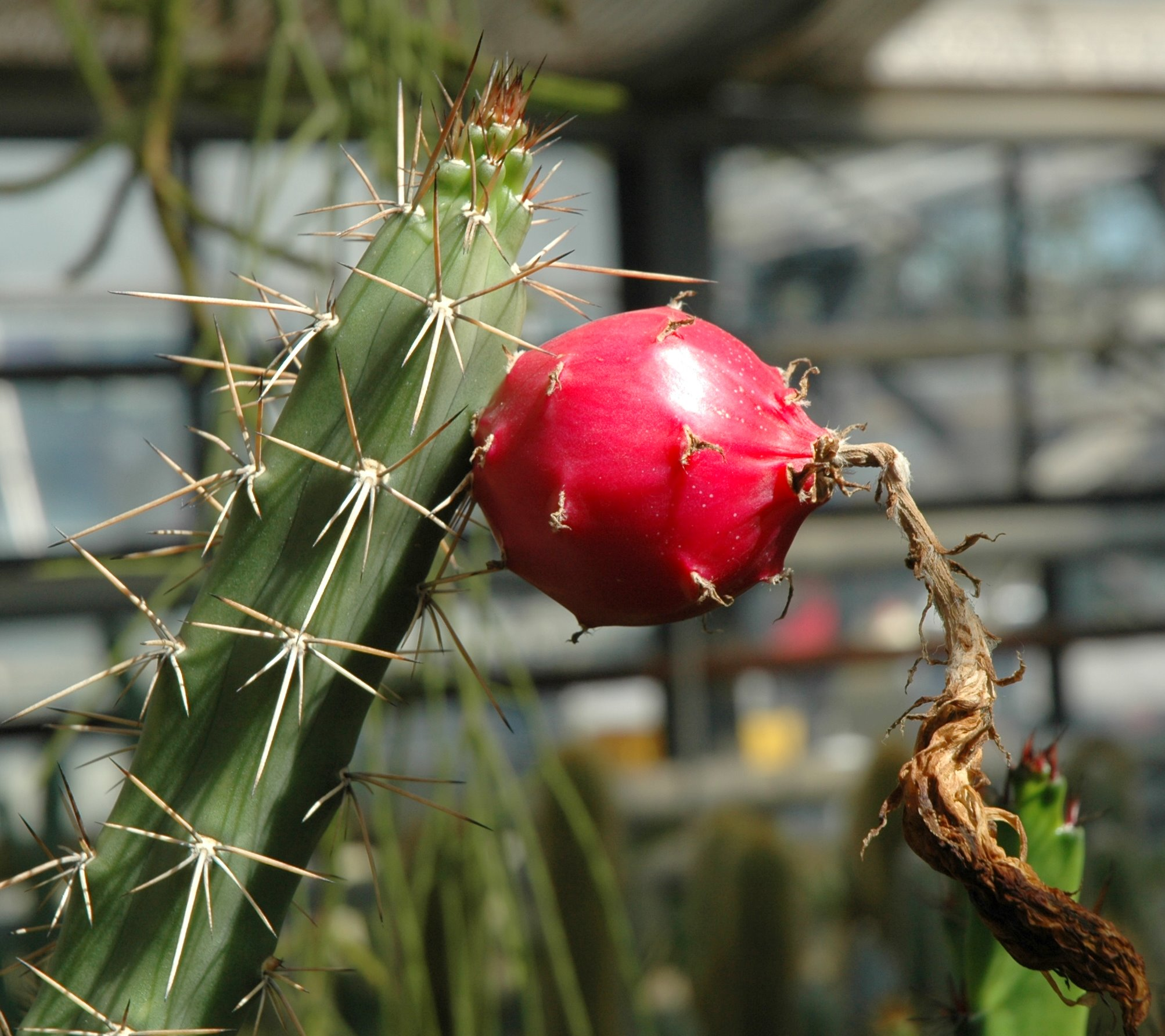
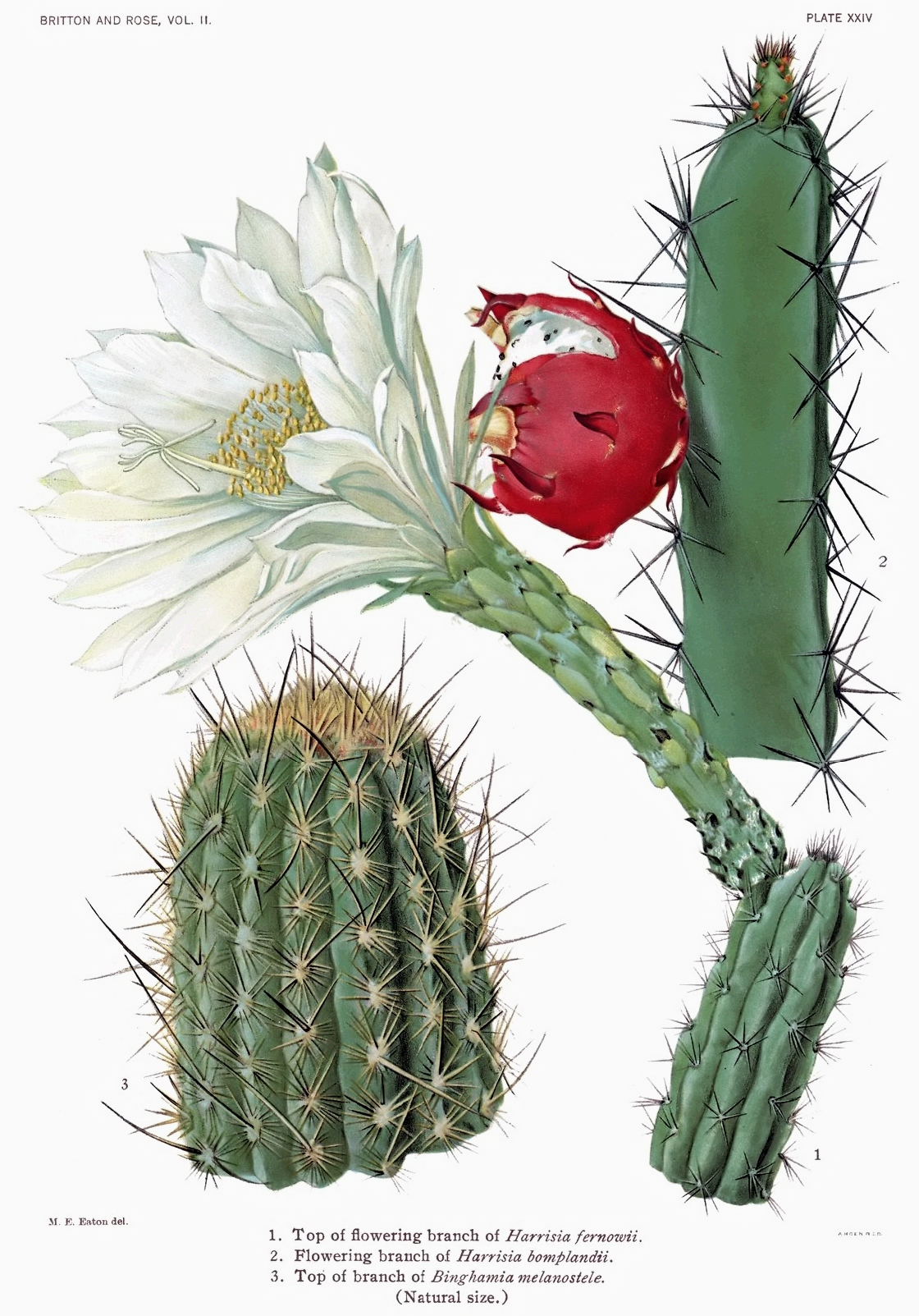